# Vaga general

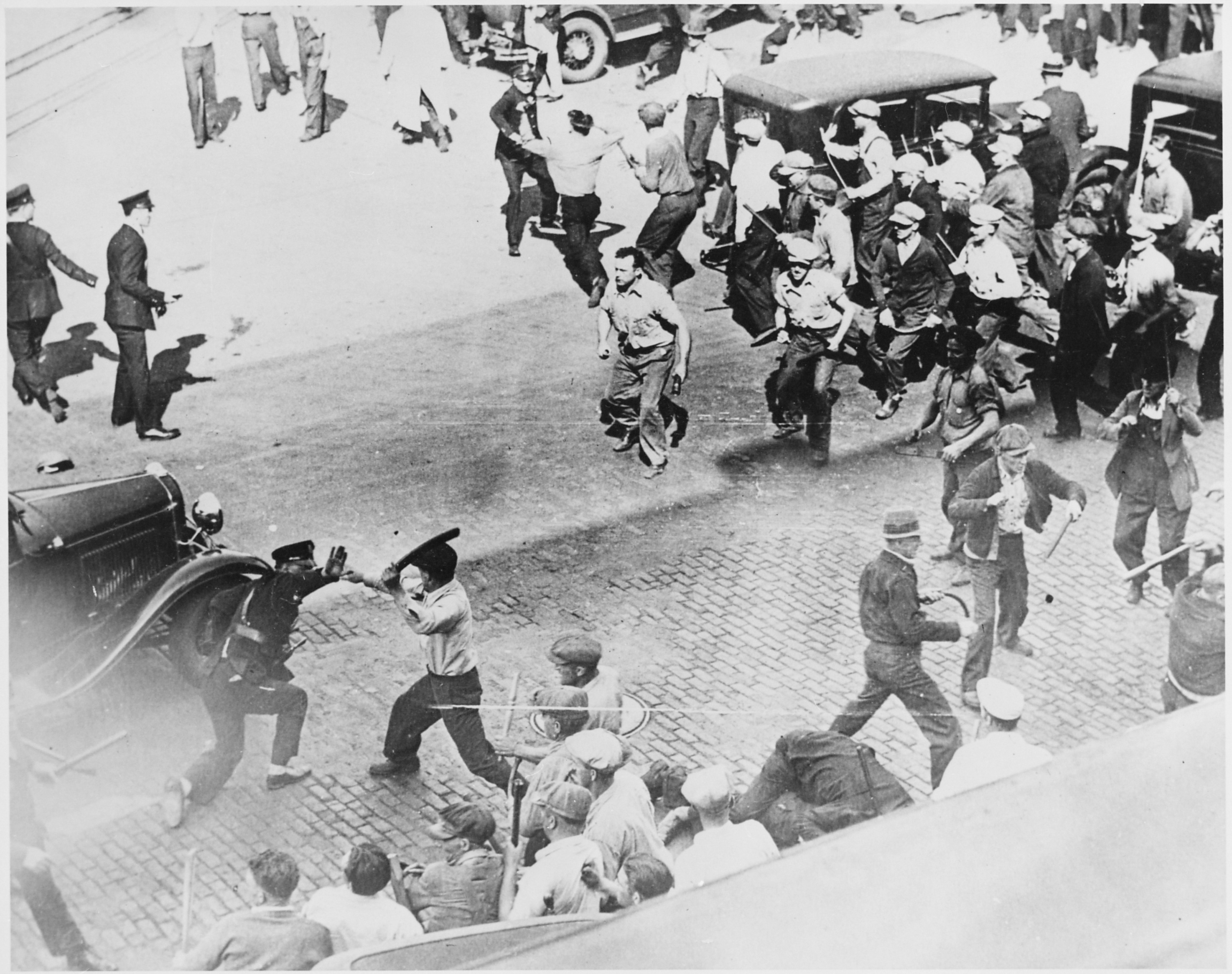
Batalla campal entre vaguistes armats i la policia als carrers de Minneapolis, juny de 1934.

Una vaga general és un mecanisme de pressió social obrera consistent en la paralització del sistema productiu d'una ciutat, regió o país, que és transversal en tots els sectors econòmics d'una ciutat o regió. Quan toca tot un país es parla de vaga nacional. Va junts amb manifestacions al carrer, mítings i sovint amb bloqueig d'eixos de transport o infraestructures essencials per tal de paralitzar el país i aconseguir un objectiu econòmic o polític.
Al pas del segle xix al segle xx van ser molt comunes perquè els moviments sindicals tenien una gran influència a nivell internacional. Destaca la vaga general del 1917 que malgrat la repressió i victòria militar va ser un pas important en la fi de l'imperi espanyol. Les vagues generals van ser freqüents a Països Catalans durant les primeres dècades del segle xx organitzades per moviments anarquistes. Francesc Ferrer va fundar el 1901 la revista llibertària Huelga General (1901-1903), dirigida per Ignaci Clarià.
Una de les vagues més importants al segle xx va tenir lloc a París i França al maig de 1968. Durant el franquisme va haver-hi moviments vaguístics molt importants, sobretot durant els anys 1970. Destaquen les tres vagues generals de la comarca del Baix Llobregat (dues el 1974 i una el 1976) i la vaga general de Sabadell del febrer de 1976.

## Principals vagues als Països Catalans

### Segle XIX
- 1855, juliol (indefinida). Vaga general[5] circumscrita a Catalunya.

### Segle XX
- 1917, agost (indefinida). Vaga general revolucionària de 1917,[6] convocada per la UGT.
- 1919, febrer i març (indefinida), Vaga de La Canadenca, convocada per la CNT a l'empresa Barcelona Traction, Light and Power que es trasllada ràpidament a la ciutat.
- 1934, octubre (indefinida). Vaga revolucionària d'octubre de 1934, que esclata principalment a Astúries i Catalunya.
- 1936, juliol (indefinida). Vaga revolucionària contra l'aixecament feixista, convocada per UGT i CNT.
- 1951, març (indefinida) Vaga de tramvies, boicot de la població contra l'augment de preus.
- 1976, febrer (indefinida). Vaga general a Sabadell, contra la repressió i el franquisme.
- 1976, 12 de novembre (24h). Vaga general contra les mesures d'Adolfo Suárez i per l'amnistia i les llibertats democràtiques, convocat per CCOO, UGT i USO.
- 1978, 5 d'abril (24h). Vaga general convocada a nivell europeu per la Confederació Europea de Sindicats, recolzada per CCOO i UGT.
- 1981, 23 de febrer (2h). Vaga general contra el cop d'estat del 23F.
- 1985 (24h): Convocada per Comissions Obreres contra la reforma de les pensions.
- 1988, 14 de desembre (24h): Convocada per CCOO, UGT i CGT (CNT) pel descontentament amb la política econòmica del Govern socialista de Felipe González davant les contínues reformes en benefici de la patronal.[7]
- 1991 (4h): Convocada per CCOO i UGT contra la Guerra del Golf.
- 1992 (8h): Convocada per CCOO i UGT contra la reforma laboral.
- 1994 (24h): Convocada per CCOO i UGT contra la reforma laboral.

### Segle XXI
- 2002, 20 de juny (24h): Convocada per CCOO i UGT contra la reforma laboral.
- 2003, 10 d'abril (24h): Convocada per CNT i CGT contra la Guerra d'Iraq.
- 2003, 10 d'abril (2h): Convocada per UGT i algunes federacions de CCOO contra la Guerra d'Iraq.
- 2010, 29 de setembre (24h): Convocada per CCOO, UGT, USO i CSC contra la reforma laboral i les retallades socials, també ha estat convocada, independentment dels sindicats esmentats, per la CGT, la CNT i altres sindicats.
- 2011, 27 de gener. (24h): Convocada per CGT i altres sindicats contra la reforma de les pensions. Manifestació a Barcelona de 15.000 persones.
- 2012, 29 de març (24h): Convocada per CCOO i UGT, i unió a la vaga d'altres sindicats.
- 2012, 14 de novembre (24h): Convocada per CCOO i UGT, i unió a la vaga d'altres sindicats.
- 2017, 3 d'octubre (24h). Vaga general catalana, convocada de manera transversal per CCOO, UGT, Intersindical, CGT, i d'altres.
- 2017, 8 de novembre (24h). Vaga general catalana, convocada per la Intersindical i el suport de la IAC i seccions de la CGT.
- 2018, 8 de març (24h-2h). Vaga general feminista, convocada de 24 hores pels sindicats alternatius (CGT, Intersindical, CNT...) i recolzada per CCOO i UGT en aturades de 2 hores.
- 2019, 21 de febrer (24h). Vaga general catalana convocada per la Intersindical i el suport d'USTEC i CGT.
- 2019, 18 d'octubre (24h). Vaga general catalana convocada per la Intersindical i el suport de la IAC, Unió de Pagesos o el SEPC.